# Музей-кімната Марійки Підгірянки
Кімната-музей Марійки Підгірянки — літературний музей в м. Тлумач Івано-Франківської області, присвячений українській дитячій поетесі Марійці Підгірянці.

## Короткий опис
Кімнату-музей Марійки Підгірянки створено у 1991 р. при районній бібліотеці для дітей. 
Тут зібрано особисті речі й документи Марії Омелянівни Ленерт-Домбровської, народної вчительки та поетеси, відомої в літературі як Марійка Підгірянка. 
В експозиції музею, окрім видань книг Марійки Підгірянки, представлено спогади рідних та колишніх учнів з сіл Антонівка, Братиків, Вікняни, оригінали дидактичних матеріалів, писаних рукою поетеси. 
В експозиції використовуються також тематично близькі твори образотворчого мистецтва й графіки. Зокрема тут представлено роботи таких митців, як Олександр Волков, Богдан Татарчук, Ярема Оленюк, Василь Шевага (скульптора), композиторів — Микола Павлюк (с. Долина), Наталія Когут (с. Олешів). 
З 2006 р. експозицію музею доповнює стенд «Вони бачили і чули Великого Каменяра». Працівники музею проводять тематичні екскурсії, дитячі ранки, літературні вечори, усні журнали, вікторини.

## Практична інформація
Адреса: вул. Шевченка 12а, м. Тлумач Івано-Франківської обл., 78000.
Робочі дні: понеділок — п'ятниця, вихідний день —  неділя.
Години роботи: з 12:00 до 14:30, субота з 10:00 до 18:00. Обідня перерва з 13:00 до 13:30.